# Derek Stingley Jr.
Derek Stingley Jr. (Baton Rouge, 20 giugno 2001) è un giocatore di football americano statunitense che milita nel ruolo di cornerback per gli Houston Texans della National Football League (NFL).

## Carriera universitaria
Stingley iniziò la sua prima stagione a LSU come titolare nel 2019. A fine anno guidò la Southeastern Conference (SEC) con 6 intercetti e 15 passaggi deviati, venendo inserito nella formazione ideale della conference dall'Associated Press (AP). Fu inoltre premiato come All-American da AP, American Football Coaches Association, The Sporting News, Sports Illustrated, ESPN e USA Today. Il 6 gennaio 2022 annunciò la sua intenzione di passare tra i professionisti.

## Carriera professionistica

### Houston Texans
Stingley era considerato da diverse pubblicazioni come una delle prime scelte nel Draft NFL 2022. Il 28 aprile fu scelto come terzo assoluto dagli Houston Texans. Debuttò come professionista partendo come titolare nel pareggio del primo turno contro gli Indianapolis Colts in cui mise a referto 7 placcaggi e un passaggio deviato. Nella settimana 3 fece registrare il suo primo sack su Justin Fields dei Chicago Bears. Nel quinto turno fece registrare il suo primo intercetto ai danni di Trevor Lawrence dei Jacksonville Jaguars nella prima vittoria stagionale di Houston. La sua annata si chiuse con 35 placcaggi, un intercetto e 5 passaggi deviati in 9 presenze.
Nel tredicesimo turnò della stagione 2023, Stingley mise a segno due intercetti su Russell Wilson nella vittoria sui Denver Broncos. In quella partita fece registrare anche due passaggi deviati e non concesse alcuna ricezione agli avversari marcati, che furono tenuti a un passer rating di 0,0, venendo premiato come miglior difensore della AFC della settimana. A fine stagione si classificò quarto nella NFL con 5 intercetti.
Nel quindicesimo turno della stagione 2024 Stingley fu premiato come miglior difensore della AFC della settimana dopo avere fatto registrare 5 placcaggi, di cui 2 con perdita di yard, e 2 intercetti, entrambi in marcatura su Tyreek Hill, il secondo dei quali assicuró ai Texans la vittoria sui Miami Dolphins e il titolo di division. A fine stagione fu convocato per il suo primo Pro Bowl e inserito nel First-team All-Pro dopo essersi classificato secondo nella NFL con 18 passaggi deviati. Nel primo turno di playoff intercettó Justin Herbert per due volte nella vittoria sui Los Angeles Chargers.
Il 17 marzo 2025 Stingley firmò un rinnovo contrattuale triennale del valore di 90 milioni di dollari, diventando con 30 milioni di stipendio a stagione il defensive back più pagato della lega.

## Palmarès
- Convocazioni al Pro Bowl: 1

2024
- First-team All-Pro: 1

2024
- Difensore della AFC della settimana: 2

13ª del 2023, 15ª del 2024

## Famiglia
È nipote di Darryl Stingley, ex ricevitore dei New England Patriots, rimasto paralizzato sul campo di gioco nel 1978.